# Duel Masters
Duel Masters (デュエルマスターズ, Dyueru Masutāzu) é um mangá japonês, que mais tarde foi adaptado para anime. Existem jogos para Playstation 2, bonecos, e cartas com figuras do anime.
Em Portugal, o anime foi exibido pelo Canal Panda e pela TVI e contou com, basicamente, o mesmo elenco de dobragem das séries clássicas de Beyblade. Mas no Brasil esse anime nunca foi exibido apesar dele ter sido oferecido para exibição no país em meados de 2005 sendo que nenhuma emissora sequer se interessou em comprar o anime[carece de fontes?] fazendo dele totalmente desconhecido no país.
Em 2012 a Hasbro fez uma adaptação norte-americana do anime fazendo a série de animação Kaijudo que foi transferida para exibição em vários países incluindo o Brasil.

## Dobragem Portuguesa
- Tradução e adaptação: Helena Florêncio
- Direcção de Dobragem: João Vidal
- Vozes: Bárbara Lourenço, Sandra de Castro, Sérgio Calvinho, Tiago Caetano, Vítor Emanuel
- Sonorização: Nacional Filmes

## Duel Mastersno PlayStation 2
O Duel Masters, e um popular jogo de cartas, anime e também faz sucesso no videogame, chegou ao PlayStation 2 numa nova aventura.
Os "elementos" estão corretos ou seja água ar fogo terra trevas e floresta.